# Lindsey Yamasaki
Lindsey Brooke Yamasaki (Oregon City, 2 giugno 1980) è un'ex cestista e allenatrice di pallacanestro statunitense, professionista nella WNBA.

## Carriera
È stata selezionata dalle Miami Sol al secondo giro del Draft WNBA 2002 (29ª scelta assoluta).
Con gli Stati Uniti ha disputato le Universiadi di Pechino 2001.